# 삼총사 (1973년 영화)
《삼총사》(The Three Musketeers)는 알렉상드르 뒤마 원작 소설 삼총사를 바탕으로 한 1973년 영화이다. 리차드 레스터가 감독을 맡았고, 조지 맥도날드 프레이저가 각본을 맡고 알렉산더 샐카인드가 제작을 맡았다. 이 영화는 소설의 줄거리를 대부분 따르는 편이나 상당한 양의 유머가 이입되어 있다.

## 출연진
- 마이클 요크 (Michael York) - 달타냥
- 올리버 리드 (Oliver Reed) - 아토스
- 프랭크 핀레이 (Frank Finlay) - 포르토스
- 리차드 챔벌레인 (Richard Chamberlain) - 아라미스
- 라켈 웰치 (Raquel Welch) - 콘스탄스
- 제랄딘 채플린 (Geraldine Chaplin) - 여왕
- 페이 더너웨이 (Faye Dunaway) - 밀라디
- 찰튼 헤스턴 (Charlton Heston) - 리슐리외
- 사이먼 워드 (Simon Ward) - 버킹엄 공작
- 크리스토퍼 리 (Christopher Lee) - 로슈포르
- 장피에르 카셀 (Jean-Pierre Cassel) - 루이 13세

## 제작진
- 음악: 미셸 르그랑 (Michel Legrand)
- 촬영: 데이비드 왓킨 (David Watkin)